# Chadzjimurad Magomedov
Chadzjimurad Magomedov, född den 24 februari 1974 i Machatjkala i Dagestanska ASSR i Sovjetunionen (nu Dagestanska republiken i Ryssland), är en rysk före detta brottare som tog OS-guld i mellanviktsbrottning i fristilsklassen 1996 i Atlanta.